# Terrier Asp
Terrier Asp ist die Bezeichnung einer Höhenforschungsrakete, bestehend aus einer Startstufe vom Typ Terrier und einer Oberstufe vom Typ Asp. Die Terrier Asp hat eine Länge von 10 Meter, einen Startschub von 258 kN, eine Startmasse von 1,1 Tonnen und eine Gipfelhöhe von 100 Kilometern.
Die Terrier Asp wurde von 1959 bis 1962 verwendet.